# Amtsgericht Potsdam
Das Amtsgericht Potsdam ist ein Gericht der ordentlichen Gerichtsbarkeit mit Sitz in Potsdam.

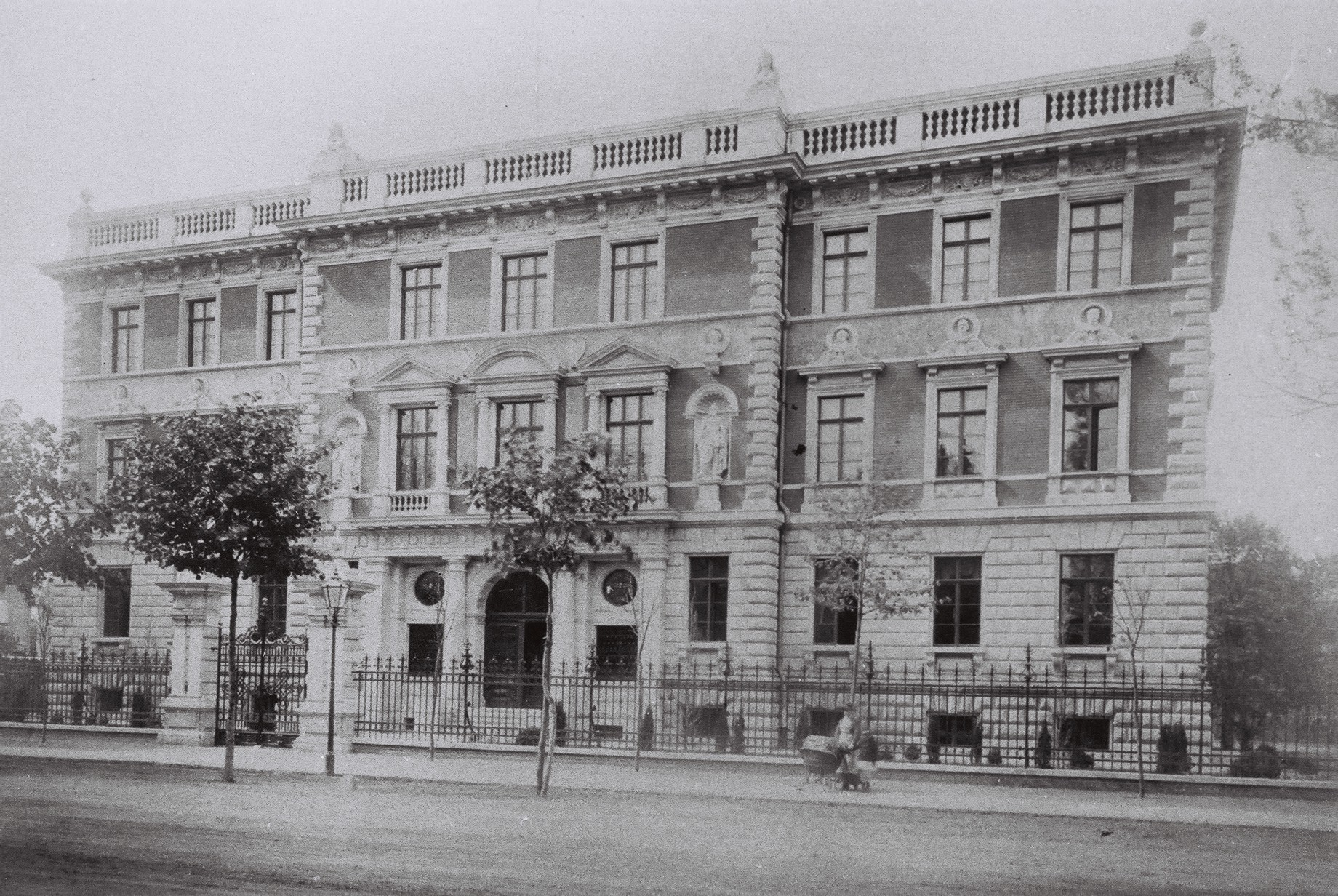
Königliches Landgericht zu Potsdam
im Jahre 1883

## Geschichte

### Überblick und Vorarbeiten
Das Gerichtsverfassungsgesetz des Deutschen Reichs von 1879 sah – einheitlich für alle Bundesstaaten – neue Instanzenwege und Zuständigkeiten der Gerichte und Staatsanwaltschaften vor, die es erforderlich machten, neben einem Amtsgericht ein Landgericht zu errichten. In Vorbereitung dessen wandte sich der preußische Justizminister bereits am 27. März 1877 per Erlass an den Ersten Präsidenten des Königlichen Kammergerichts mit der Bitte um Mithilfe beim Erwerb eines Grundstücks. Die Errichtung eines solchen Gerichtsgebäudes in der zweiten Residenzstadt des preußischen Staates erregte lebhaftes Interesse. Den Planungen zufolge sollte es in der Nachbarschaft allbekannter geschichtlich und architektonisch hervorragender Monumentalbauten entstehen. Da aber kein öffentlicher Bauplatz zur Verfügung stand, entschied man sich für das am Nordrand der Stadt gelegene Grundstück Mauerstraße 8 (später Kaiser-Wilhelm-Straße und heute Hegelallee), zwischen dem Nauener Tor und dem Jägertor in einer freien und ruhigen Lage, die auch die Errichtung von ungestört liegenden Sitzungssälen sichern sollte. Hierfür wurde das Gebäude zusätzlich durch einen 12 m tiefen Vorgarten von der Promenade abgerückt. Es wird vermutet, dass die über das gewöhnliche Maß hinausgehende künstlerische Durchbildung und Ausstattung auf die lebhafte Teilnahme des Kronprinzen Friedrich und Mitgliedern des preußischen Königshauses an den Entwürfen des Gebäudes zurückzuführen ist. Die architektonische Planung für das Gerichtsgebäude oblag den preußischen Baubeamten Heinrich Herrmann und Karl Friedrich Endell.
Die Bauarbeiten begannen am 15. Juni 1880. Bauherr war das preußische Ministerium der öffentlichen Arbeiten mit Sitz in Berlin, das mit Rücksicht auf den Umfang und im Interesse der Beschleunigung der Bauausführung dem Regierungsbaumeister (Bauassessor) Karl Moritz die Bauleitung übertragen hatte. Auf Wunsch von Kronprinzessin Viktoria erhielt die Fassade als besonderen Schmuck die überlebensgroßen Statuen König Friedrichs II. und Kaiser Wilhelms I. In einem breiten Fries zwischen dem ersten und zweiten Obergeschoss sind Büsten der 16 weiteren Kurfürsten von Brandenburg zwischen 1415 und 1883 aus dem Hause Hohenzollern zu sehen. Nach dreijähriger Bauzeit fand am 22. Mai 1883 die Übergabe des Königlichen Landgerichtes statt. Von den im Staatshaushalt bereitgestellten 422.000 Mark wurden 404.433,19 Mark für den Bau ausgegeben.
In den drei Hauptgeschossen gab es 45 Räume. Neben einem großen Saal für die Zivil- und Strafkammer gab es einen Schwurgerichtssaal in der Mitte des Gebäudes im ersten Obergeschoss, der die Gefangenenzufuhr getrennt vom Publikum ermöglichte. Im Keller befanden sich neben Lagerräumen die Pfandkammer und das Auktionslokal. Im Erdgeschoss lagen die Räume des Landgerichtspräsidenten, des Ersten Staatsanwalts, des Staatsanwalts sowie des Gerichtsassessors. Außerdem waren hier neben der Bibliothek der Rechnungs-Revisor und Rechnungsrat und weitere Gerichtsbedienstete untergebracht. Es gab vier Gerichtsschreibereien für die General- und die Präsidialsachen, die I. und II. Zivilkammer und eine Strafkammer. Insgesamt arbeiteten einschließlich der Referendare, Justizanwärtern, einem Kastellan und einem Hilfsgerichtsdiener zusammen 67 Mitarbeiter des Landgerichtes und der Staatsanwaltschaft in diesem Gebäude.

### Neubau des Amtsgerichtes
Um den Gefangenentransport zu sichern, plante der Minister der öffentlichen Arbeiten, unmittelbar hinter dem Landgerichtsgebäude ein Gefängnis zu erbauen, was bei dem Potsdamer Regierungspräsidenten Karl von Neefe auf heftigen Widerspruch stieß. Am 13. März 1902 begründete dieser gegenüber dem Präsidenten des Königlichen Kammergerichtes und dem Minister der öffentlichen Arbeiten in Berlin seine Ablehnung damit, dass ein Gefängnisbau nicht in einen der vornehmsten Stadtteile Potsdams und in die unmittelbare Nähe des neu zu errichtenden Regierungsgebäudes an der Spandauer Straße (Friedrich-Ebert-Straße) passe, sondern besser in dem Gebäude des Amtsgerichts (Lindenstraße 54) eingerichtet werden sollte. Hierbei könnte der Transport der Gefangenen zum Schwurgerichtssaal durch Anschaffung eines Wagens geordnet werden, der so beschaffen sein sollte, dass er zugleich den Justizbehörden als Aktenwagen dienen könnte.
In den Jahren 1907–1909 wurde das Gerichtsgebäude Lindenstraße 54, wo sich auch die Amtsanwaltschaft und später in der Zeit des Nationalsozialismus die Reichs-Disziplinarkammer befanden, entsprechend umgebaut. Das Gebäude wurde in beiden deutschen Diktaturen als Geheimdienstgefängnis genutzt, war nach der Wende 1989 Haus der Demokratie und wird heute als Gedenkstätte Lindenstraße 54/55 genutzt. Für das Amtsgericht wurde bis 1910 ein Neubau errichtet, der mit dem Baukörper des Landgerichts verbunden wurde. Die Dachkonstruktion des Landgerichtes musste anlässlich des Neubaues verändert werden, weil das Amtsgerichtsgebäude mit einer überdimensionierten Höhe von 16,60 m baupolizeilich nicht genehmigungsfähig war. Das flache Dach des vorderen Landgerichtsgebäudes wurde entsprechend umgebaut und erhöht. Das Amtsgericht unterstand damals der Leitung des Landgerichts und hatte keinen eigenen Direktor.

### Nutzungsänderung 1952–1990
Im Zuge der Justizreform in der DDR wurden im Jahre 1952 und den Folgejahren aus dem Amtsgericht zwei Kreisgerichte gebildet, eines in der Allee nach Sanssouci und eines in der Puschkinallee gelegen und das Landgericht wurde als Bezirksgericht in die Friedrich-Ebert-Straße am Nauener Tor verlegt. In den Jahren 1952–1990 wurde das Gebäude des Amts- und Landgerichtes in der Hegelallee 8 vom Ministerium für Staatssicherheit der DDR als Bezirksverwaltung genutzt. Hier wurde ein so genanntes "Versorgungszentrum für die Mitarbeiter der Staatssicherheit" des Bezirks Potsdam eingerichtet. Im hinteren Amtsgerichtsgebäude wurde eine Apotheke untergebracht, im Keller eine Sauna und diverse Vergnügungseinrichtungen eingerichtet und das ehemalige Präsidentenzimmer in einen Röntgenraum umfunktioniert.
Im Jahre 1966 wurden die Statuen des Alten Fritz und des Kaisers Wilhelm I. aus den mittleren Nischen der Straßenfront des Landgerichtsgebäudes demontiert. Das Ministerium für Staatssicherheit ließ sodann in den Jahren 1978–1980 auf dem Nachbargrundstück Hegelallee 7 einen Betonbau errichten, der das Gerichtsgebäude architektonisch entstellte. Im Zuge der Bauarbeiten wurden auch die rechtsseitig des Landgerichtes aufgestellten Büsten der Kurfürsten Friedrich I., Friedrich II., Albrecht Achilles und Johann Cicero demontiert, aber glücklicherweise von traditionsbewussten Potsdamer Bürgern vor ihrer Zerstörung bewahrt. Sie befinden sich heute in dem großen Saal des Amtsgerichts beziehungsweise an ihrem alten Standort in der Fassade.

### Neubildung des Amtsgerichtes
Mit der Einführung der Struktur des Gerichtsverfassungsgesetzes zum 1. Februar 1993 wurden auch die Amtsgerichte wieder eingeführt. Das Amtsgericht Potsdam erhielt darüber hinaus in einigen wesentlichen Bereichen wie das Handelsregister und die Insolvenzabteilung die Zuständigkeit für den gesamten Landgerichtsbezirk und wurde für Bereiche der früheren Kreisgerichte Potsdam-Stadt und Potsdam-Land örtlich zuständig.

### Umbau und Sanierung des Gerichtsgebäudes

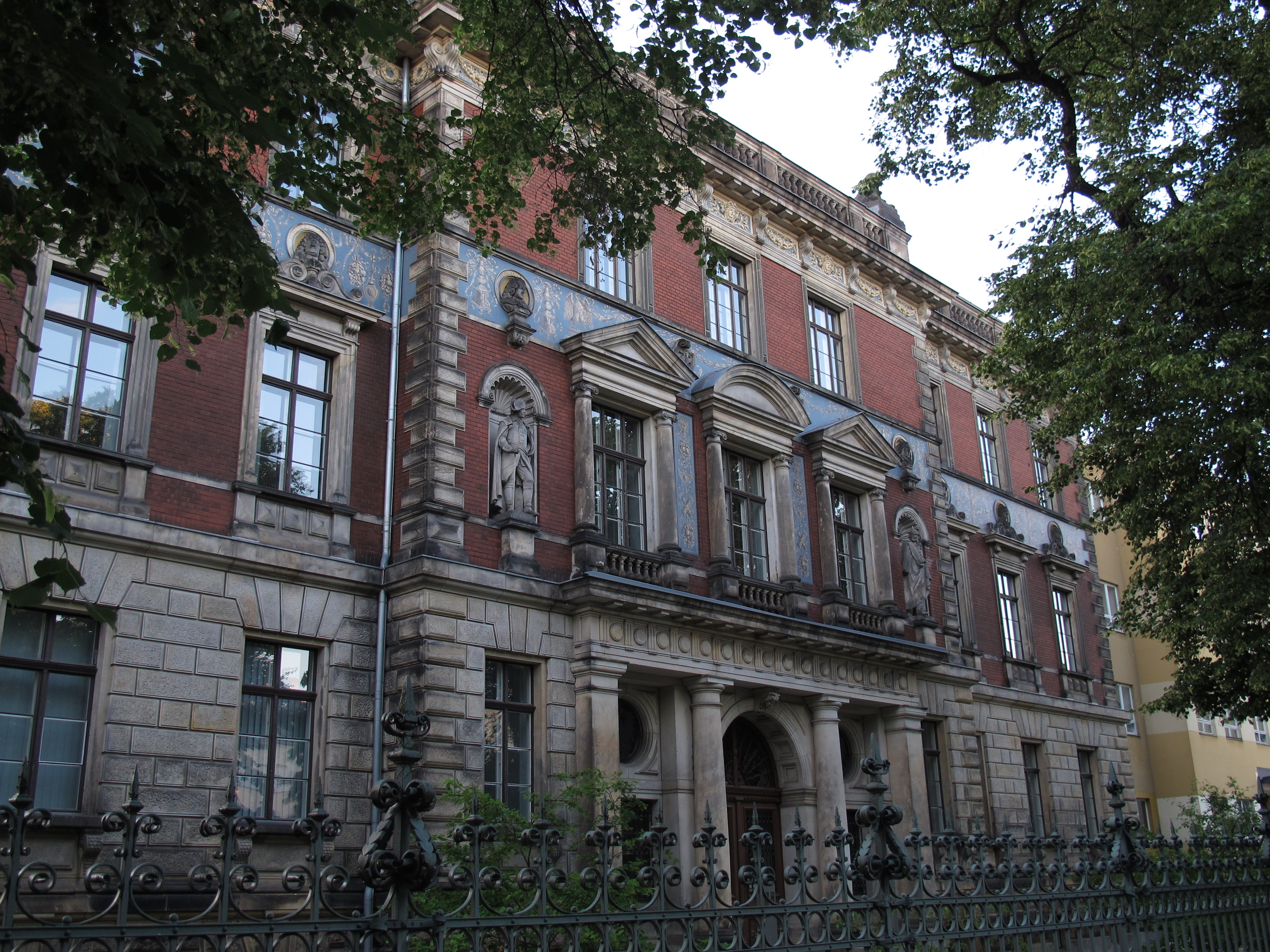
Amtsgericht im Jahr 2013

Auf Grund der jahrzehntelangen Nutzung des Gebäudes des Land- und Amtsgerichtes durch die Bezirksverwaltung des Ministeriums für Staatssicherheit befand sich dieses in einem desolaten Zustand. Es waren sowohl umfangreiche Arbeiten zur Erhaltung der Bausubstanz notwendig, als auch zahlreiche Maßnahmen zur Schaffung eines modernen Gerichtsgebäudes.
Der Planungsauftrag wurde am 7. Januar 1994 erteilt und die Bauunterlage am 26. August 1996 genehmigt. Die Zustimmung von der obersten Bauaufsichtsbehörde erfolgte am 11. April 1997. Noch im selben Jahr konnte mit den Bauausführungen am Hintergebäude begonnen werden. Dieser erste Bauabschnitt wurde zügig zwei Jahre später fertiggestellt. Mit der Sanierung des Vorderhauses wurde unmittelbar im Anschluss begonnen. Dieser zweite Bauabschnitt wurde mit Ausnahme des Schwurgerichtssaales am 1. Oktober 2001 fertiggestellt. Unter denkmalpflegerischen Gesichtspunkten wurden in dieser Zeit 3.420 m² Hauptnutzfläche saniert. Besonderer Wert wurde dabei auf die Herrichtung der Fassade, des Haupttreppenhauses und des großen Saales gelegt. Im Einzelnen wurden 161 Büroarbeitsplätze geschaffen einschließlich Räume für die Behördenleitung, ferner zwölf Verhandlungssäle, die Bücherei und die Cafeteria und ein Haftzellenbereich um- und ausgebaut und restauriert. An der Herrichtung waren 80 Baufirmen und 20 Architekten, Ingenieure, Sonderfachleute und Restauratoren beteiligt.

## Nebenstellen
Seit dem Jahre 2012 gibt es nur noch die Nebenstelle im Justizzentrum Potsdam. Dort befinden sich das Betreuungs- und Insolvenzgericht, das Handels- und Vereinsregister sowie die Strafabteilungen des Amtsgerichtes Potsdam.

## Übergeordnete Gerichte
Dem Amtsgericht Potsdam ist das Landgericht Potsdam und im weiteren Instanzenzug das Brandenburgische Oberlandesgericht übergeordnet. Das Amtsgericht Potsdam ist das einzige „Präsidial-Amtsgericht“ in Brandenburg. Der Präsident des Amtsgerichtes untersteht daher nicht der Dienstaufsicht des Präsidenten eines Landgerichtes, sondern unmittelbar der des Präsidenten des Oberlandesgerichtes.